# Hemiempusa capensis
Hemiempusa capensis är en bönsyrseart som beskrevs av Hermann Burmeister 1838. Hemiempusa capensis ingår i släktet Hemiempusa och familjen Empusidae. Inga underarter finns listade i Catalogue of Life.